# Eugeen Bosteels
Eugeen Maria Bosteels (Hekelgem, 25 maart 1883 - Brussel, 6 juli 1925) was een Belgisch politicus voor de Katholieke Partij en diens opvolger het Katholiek Verbond van België. Hij was burgemeester van Aalst.

## Levensloop
Bosteels studeerde aan het college van Hoogstraten en studeerde nadien rechten, germaanse filologie en politieke en sociale wetenschappen aan de Katholieke Universiteit Leuven. Hij was bestuurslid van het Vlaams Verbond (voorloper van KVHV Leuven) en in 1905-1906 praeses van de Brabantse gilde te Leuven. Hij studeerde af als doctor in de rechten. Hij was medewerker van Joris Helleputte en Emiel Vliebergh bij de Belgische Boerenbond. Hij vestigde zich in 1907 als advocaat in Aalst.
Bosteels werd bij de gemeenteraadsverkiezingen van 1911 voor het eerst verkozen tot gemeenteraadslid van Aalst. In 1919 werd hij schepen van onderwijs. Na de gemeenteraadsverkiezingen van 1921 werd hij in 1922 opnieuw gemeenteraadslid als opvolger van Romain Moyersoen, die minister werd. In april 1925 werd hij burgemeester van Aalst als vervanger van de in februari overleden Felix De Hert. Hij bleef burgemeester tot zijn overlijden in juli van dat jaar. Hij werd opgevolgd door Romain Moyersoen.
In Aalst is een straat naar hem vernoemd, met name de Eugeen Bosteelsstraat.